# Karl Friedrich Christian Wilhelm von Sponeck
Graf Karl Friedrich Christian Wilhelm von Sponeck (* 19. Juli 1762 in Ludwigsburg; † 4. Oktober 1827 in Heidelberg) war ein deutscher Forstmann, Autor von Sachbüchern und Professor der Forstwissenschaft an der Ruprecht-Karls-Universität Heidelberg.
Seine Eltern waren der Kammerherr und Oberforstmeister Graf Friedrich Ludwig von Sponneck (1725–1792) und dessen Frau Christine Dorothea Pfister (1734–1792).

## Leben
Seine schulische Laufbahn begann in Heidelberg, von wo er 1779 an die hohe Karlsschule in Stuttgart wechselte. Als er dort 1781 abging, hatte er Preise in Botanik, Pflanzenphysiologie und Forstwissenschaft erlangt. Nach einer Kavalierstour durch Europa wurde er Chef des herzoglich württembergischen Leibjägercorps zu Hohenheim. Er wurde Hofoberforstmeister und Oberforstmeister in Blaubeuren, Altensteig und später in Neuenbürg. Seit 1791 machte er durch eine Reihe von Veröffentlichungen auf sich aufmerksam. So wurde er 1805 zum außerordentlichen Professor der Forstwissenschaft an der Universität Heidelberg ernannt und 1808 zum ordentlichen Professor. 1811 wurde ihm von der dortigen philosophischen Fakultät die Doktorwürde verliehen.
Wie viele seiner Kollegen war auch er Mitglied in der von Johann Matthäus Bechstein gegründeten Societät der Forst- und Jagdkunde zu Waltershausen.

## Werke
Sein Werk gehört der forstkameralistischen Schule an und ist heute nur noch von historischem Interesse. Seine ersten Veröffentlichungen waren Aufsätze in Zeitschriften wie dem Stuttgarter ökonomischen Wochenblatt oder auch in Ludwig von Wildungens Taschenbuch für Forst und Jagdfreunde.
- Ueber die Beschaffenheit, Entstehung und Cultivirung der Sümpfe (der sogen. Missen) in Gebirgsforsten, mit vorzüglicher Hinsicht auf den Württembergischen und Badischen Antheil des Schwarzwaldes (1807)
- Ueber den Schwarzwald für alle, denen es um gründliche und praktische Kenntnisse im Forstwesen zu thun ist (1817)
- Ueber die Anlegung, Einrichtung und den Nutzen der Holzgärten und Holzmagazine in forstlicher und staatswissenschaftlicher Hinsicht (1819)
- Ueber die Veräußerung von Staatswaldflächen zu landwirthschaftlichem Gebrauch (1823)
- Handbuch des Floßwesens, vorzüglich für Forstmänner, Kameralisten und Floßbeamte (Stuttgart, 1825) - Digitalisat in der Digitalen Bibliothek Mecklenburg-Vorpommern